# Vito Di Tano
Vito Di Tano, né le 23 septembre 1954 à Monopoli (Bari) et mort le 5 février 2025 à Fasano (Brindisi), est un coureur cycliste italien. Spécialisé en cyclo-cross, il est champion du monde amateurs en 1979 et 1986.

## Palmarès en cyclo-cross
- 1977-1978
  - 5e du championnat du monde amateurs
- 1978-1979
  -  Champion du monde amateurs
  - Trofeo Mamma & Papà Guerciotti (en)
- 1979-1980
  - 9e du championnat du monde amateurs
- 1980-1981
  - 5e du championnat du monde amateurs
- 1981-1982
  - 5e du championnat du monde amateurs
- 1983-1984
  - Trofeo Mamma & Papà Guerciotti (en)
  - 10e du championnat du monde amateurs
- 1985-1986
  -  Champion du monde amateurs
- 1987-1988
  - 6e du championnat du monde amateurs

## Palmarès sur route
- 1974
  - 3e du Tour de Yougoslavie
- 1978
  - 2e de la Coppa Messapica
- 1984
  - Coppa San Sabino
- 1986
  - Coppa Messapica
- 1988
  - 2e de la Coppa Messapica

## Distinction
- Médaille d'or de la valeur athlétique (it)